# ویکتوریا لیلکا
ویکتوریا لیلکا (انگلیسی: Viktoriya Leleka؛ زادهٔ ۷ مارس ۱۹۷۳) بازیکن زن بسکتبال اهل اوکراین بود.